# Улублахский хребет
Улублахский хребет (арм. Մեղրիի լեռնաշղթա) — горный хребет на юге Армении, в области Сюникской области; отрог Зангезурского хребта. Хребет отходит от высшей точки Зангезурской горной цепи (горы Капутджух) на восток.
Сложен гранитами и гранодиоритами. Хребет до высоты 2600 м покрыт широколиственными деревьями и кустарниками, выше — пышными альпийскими лугами. Высшая точка — вершина Ахмечит (3625 м), расположена в западной части. Протяжённость хребта составляет 22 км.